# Kashiwara
Kashiwara (japanska: 柏原市?, Kashiwara-shi) är en stad i Osaka prefektur i Japan. Staden fick stadsrättigheter 1958.